# いとしのご主人サマ
『いとしのご主人サマ』（いとしのごしゅじんサマ）は 春田ななによる日本の漫画。『りぼん』（集英社）にて、2003年5月号から9月号にかけて連載された。全5回。

## あらすじ
主人公の黒澤このみは交際する飛呂と同じ高校に進学するもその関係は恋人同士というよりも主従関係に近いものだった。

## 登場人物
黒澤このみ
本作の主人公で15歳の高校生。通称はこのみー
飛呂
このみと交際する

## 書誌情報
- 春田なな 『いとしのご主人サマ』 集英社 〈りぼんマスコットコミックス〉（全1巻）

1. 2003年11月14日第1刷発売 ISBN 4-08-856503-7